# تینا ترنر
تینا ترنر (انگلیسی: Tina Turner؛ با نام تولد آنا می بالاک؛ ۲۶ نوامبر ۱۹۳۹ – ۲۴ مهٔ ۲۰۲۳) خواننده، ترانه‌سرا و بازیگر زادهٔ آمریکا بود. او که به‌عنوان «ملکهٔ راک اند رول» شناخته می‌شد، در کنار همسر قبلی خود، آیک ترنر با حضور در گروه دو نفرهٔ آیک اند تینا ترنر به شهرت رسید. او سپس فعالیت انفرادی خود را آغاز کرد و به موفقیت دست یافت. در کنار سابقهٔ همکاری با آیک ترنر و پاهای مشهورش، او به‌علت «خودنمایی، نفس‌گرایی، آواز خشنِ قدرتمند و انرژی توقف ناپذیرِ» خود مورد توجه بود.
ترنر قبل از آن‌که وارد حرفهٔ خوانندگی شود، به عنوان پرستار در یک زایشگاه کار می‌کرد. «حقیقتاً بهترین»، «ما به یک قهرمان دیگر نیاز نداریم» و «رقصنده خصوصی» از ترانه‌های معروف او هستند. در سال ۱۹۸۴ که ترانهٔ «چه ربطی به عشق دارد» صدرنشین جدول بیلبورد هات ۱۰۰ شد، ترنر ۴۴ ساله، مسن‌ترین خوانندهٔ زنی بود که تا آن زمان به چنین موفقیتی می‌رسید.
او بیش از پنج دهه در صنعت موسیقی فعالیت کرد و ۱۸۰ میلیون نسخه از آثارش در جهان به فروش رسیده‌است. ترنر ۲۵ بار نامزد دریافت جایزه گرمی شده و هشت مرتبه آن را دریافت کرده‌بود. در سال ۲۰۰۸ مجلهٔ رولینگ استون فهرستی از «۱۰۰ خوانندهٔ برتر همهٔ زمان‌ها» منتشر کرد و جایگاه هفدهم آن فهرست را به ترنر اختصاص داد. او در سال ۱۹۹۱ به‌همراه آیک ترنر و در سال ۲۰۲۱ به‌عنوان خوانندهٔ تک به تالار مشاهیر راک اند رول راه یافت. در اکتبر ۲۰۲۱ ترنر طی قراردادی حقوق مادی همهٔ آثارش را به شرکت بی‌ام‌جی واگذار کرد. بی‌ام‌جی مبلغ این قرارداد را فاش نکرد اما منابع دست‌اندرکار صنعت موسیقی آن را ۵۰ میلیون دلار اعلام کرده‌اند.

## درگذشت
ترنر در سال‌های پایانی عمر با مشکلات جسمی متعددی چون سرطان، سکته مغزی و نارسایی کلیه دست و پنجه نرم می‌کرد. وی در ۲۴ مهٔ ۲۰۲۳ در ۸۳ سالگی درگذشت.

## دیسکوگرافی
- تینا کانتری را روشن می‌کند! (۱۹۷۴)
- ملکهٔ اسیدی (۱۹۷۵)
- خشن (۱۹۷۸)
- انفجار عشق (۱۹۷۹)
- رقصنده خصوصی (۱۹۸۴)
- شکستن هر قانون (۱۹۸۶)
- امور خارجه (۱۹۸۹)
- چه ربطی به عشق دارد (۱۹۹۳)
- دیوانه‌وارترین رؤیاها (۱۹۹۶)
- بیست و چهار هفت (۱۹۹۹)